# Pierre Cochée
La Pierre Cochée est un polissoir situé à Droué  dans le département français de Loir-et-Cher.

## Protection
Le polissoir est classé au titre des monuments historiques par la liste de 1889.

## Description
Le polissoir est constitué d'un bloc de grès de 2,50 m de longueur sur 2,10 m de largeur. Il comporte 27 rainures de 0,13 m à 0,70 m de long pour une largeur variant entre 3 cm et 8 cm et une cuvette de polissage.

## Folklore
Selon la tradition, un trésor serait caché sous la pierre mais ne serait accessible que quelques instants dans la nuit de Noël.